# Andrea Lekić
Andrea Lekić (født 6. september 1987 i Beograd, Jugoslavien) er en serbisk håndboldspiller. Hun spiller for Serbiens kvindehåndboldlandshold og ŽRK Budućnost Podgorica
I 2013 blev Lekic stemt som verdens bedste håndboldspiller, da hun vandt sølvmedalje ved VM med landsholdet og EHF Champions League med hendes klub Győri Audi ETO KC. Hun var også en af kandidaterne til 2011 verdens bedste håndboldspiller tildeling og til sidst kom fjerde ved at tjene 18 procent af de samlede stemmer.
Hun er hovedarrangør af "Andrea Lekic" håndbold akademi for børn, som debuterede med succes i 2013, og hun har alvorlige ekspansionsplaner i fremtiden. Hun er uddannet ved Det Naturvidenskabelige Turisme og Hotel Management og fik titlen Bachelor i Økonomi, og hun studerer på Det Naturvidenskabelige Sports.